# Rodolfo Gavinelli
Rodolfo Gavinelli (Torino, 20 aprile 1891 – Livorno, 19 settembre 1921) è stato un calciatore e allenatore di calcio italiano, di ruolo attaccante. Per molto tempo la sua biografia è stata molto incerta, in quanto c'erano dubbi sia riguardo al nome (che secondo alcune fonti non era Rodolfo bensì Pietro Antonio), sia riguardo al suo anno di nascita e di morte. Tuttavia tali incertezze sono infine state risolte.

## Carriera
Lavorava come contabile e giocava a calcio con il Piemonte Football Club di Torino (con cui esordì in prima squadra nel 1908) come ala destra o mezzala. Segnò anche un gol contro la Juventus il 9 marzo 1908, ma arrivò in Prima Categoria solo nel 1911. La commissione tecnica della nazionale italiana di calcio lo convocò il 9 aprile 1911 per la partita Francia-Italia, terminata 2-2, in cui con un lungo traversone propiziò la seconda rete azzurra di Boiocchi. Inattivo dal 1911 al 1913 per un lungo infortunio, riprese con la maglia dell'Andrea Doria, in cui però giocò solo nella formazione riserve.
Nel 1920 divenne allenatore del Livorno e in quella stessa città morì l'anno successivo, forse a causa di problemi polmonari che aveva da anni, a causa dei quali non aveva partecipato alla Prima guerra mondiale.

## Il mistero sulla sua vita
Per circa un secolo è stato l'unico giocatore della Nazionale italiana la cui biografia fosse molto incerta, a causa della mancanza di dati biografici. Secondo alcune fonti si chiamava Rodolfo, secondo altre Pietro Antonio. Oltretutto si ipotizzava che non fosse nato nel 1891, ma nel 1895, cosa che lo avrebbe reso il più giovane giocatore della storia della Nazionale (tale primato spetta invece a Renzo De Vecchi). Anche sulla sua morte non c'erano dati sicuri, poiché secondo alcuni era deceduto nel 1921, mentre secondo altri (tra cui Vittorio Pozzo) era invece caduto nella Prima guerra mondiale. Tali incertezze sono infine state dissipate dalle ricerche storiografiche.

## Statistiche

### Cronologia presenze e reti in Nazionale
| Cronologia completa delle presenze e delle reti in nazionale ― Italia | Cronologia completa delle presenze e delle reti in nazionale ― Italia | Cronologia completa delle presenze e delle reti in nazionale ― Italia | Cronologia completa delle presenze e delle reti in nazionale ― Italia | Cronologia completa delle presenze e delle reti in nazionale ― Italia | Cronologia completa delle presenze e delle reti in nazionale ― Italia | Cronologia completa delle presenze e delle reti in nazionale ― Italia | Cronologia completa delle presenze e delle reti in nazionale ― Italia |
| Data                                                                  | Città                                                                 | In casa                                                               | Risultato                                                             | Ospiti                                                                | Competizione                                                          | Reti                                                                  | Note                                                                  |
| --------------------------------------------------------------------- | --------------------------------------------------------------------- | --------------------------------------------------------------------- | --------------------------------------------------------------------- | --------------------------------------------------------------------- | --------------------------------------------------------------------- | --------------------------------------------------------------------- | --------------------------------------------------------------------- |
| 9-4-1911                                                              | Saint-Ouen                                                            | Francia                                                               | 2 – 2                                                                 | Italia                                                                | Amichevole                                                            | -                                                                     |                                                                       |
| Totale                                                                |                                                                       | Presenze                                                              | 1                                                                     |                                                                       | Reti                                                                  | 0                                                                     |                                                                       |